# أنتوني أوكلي
أنتوني أوكلي (بالإنجليزية: Anthony Oakley)‏ هو لاعب كرة قدم أمريكية أمريكي، ولد في 16 أغسطس 1981.

## وصلات خارجية
- أنتوني أوكلي على موقع مرجع كرة القدم المحترفة.كوم (الإنجليزية)
- أنتوني أوكلي على موقع JustSportsStats.com (الإنجليزية)